# Lukáš Kašpar
Lukáš Kašpar (* 3. September 1985 in Most, Tschechoslowakei) ist ein ehemaliger tschechischer Eishockeyspieler, der im Verlauf seiner aktiven Karriere zwischen 2002 und 2021 unter anderem über 400 Spiele in der Kontinentalen Hockey-Liga (KHL) auf der Position des linken Flügelstürmers bestritten hat. Darüber hinaus absolvierte Kašpar über 300 weitere Partien in der American Hockey League (AHL) und stand in 16 Begegnungen für die San Jose Sharks in der National Hockey League (NHL) auf dem Eis. Mit der tschechischen Nationalmannschaft gewann er bei der Weltmeisterschaft 2010 die Goldmedaille.

## Karriere

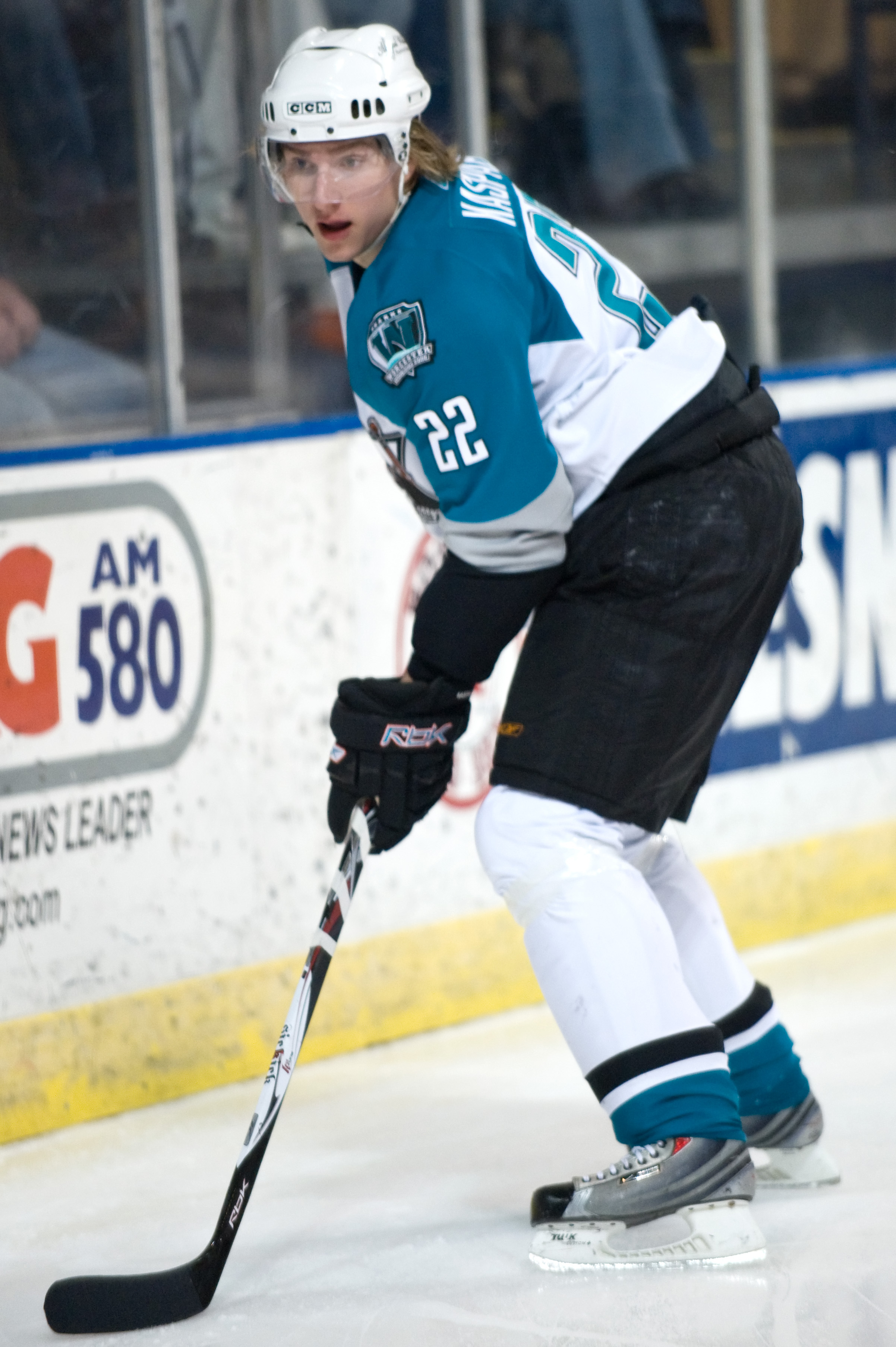
Kašpar im Trikot der Worcester Sharks (2008)

Kašpar durchlief zunächst die Jugendabteilungen des tschechischen Erstligisten HC Litvínov, der ihn im Alter von 18 Jahren erstmals in der höchsten Spielklasse einsetzte. In neun Spielen, die er in der Saison 2002/03 bestritt, erzielte er ein Tor selbst und bereitete ein weiteres vor. In der darauffolgenden Saison stand der Tscheche die gesamte Saison über im Profikader und verbuchte sechs Punkte in 37 Spielen. Im Sommer folgte der NHL Entry Draft 2004, in dem Kašpar in der ersten Runde an 22. Stelle von den San Jose Sharks aus der National Hockey League (NHL) ausgewählt wurde. Danach begann der Tscheche im Herbst desselben Jahres sein Engagement in Nordamerika, zunächst bei den Ottawa 67’s, die ihn beim CHL Import Draft 2004 in der ersten Runde als insgesamt 29. Spieler gezogen hatten, in der Ontario Hockey League (OHL). In seiner einzigen OHL-Saison erreichte er mit dem Team das Turnier um den Memorial Cup und steuerte dabei insgesamt 51 Scorerpunkte bei.
Durch seine ansprechenden Leistungen, die die Scouts der Sharks auf ihn aufmerksam gemacht hatten, unterzeichnete er nach der Saison seinen ersten Profivertrag bei den San Jose Sharks, die ihn zunächst bei den Cleveland Barons in der American Hockey League (AHL) einsetzten. Nach dem Umzug des Teams im Sommer 2006 spielte er bei den Worcester Sharks, bevor er im Herbst 2007 – nach zunächst einigen Spielen in der AHL – in den Kader der San Jose Sharks berufen wurde, die mit Verletzungsproblemen zu kämpfen hatten. Kašpar kam daraufhin zu seinen ersten drei NHL-Einsätzen. Durch gute Leistungen im Trainingscamp der Sharks im Herbst 2008 erarbeitete er sich schließlich einen Stammplatz im Kader des NHL-Teams. Nach nur wenigen Saisonspielen verlor er selbigen an Brad Staubitz und wurde über die Waiver-Liste, von der ihn innerhalb von 24 Stunden keines der anderen 29 Teams auswählte, zurück zum Farmteam nach Worcester geschickt. Dort bestritt er den Rest der Spielzeit mit einer kleinen Ausnahme, als er erneut nach San Jose geholt wurde. Nachdem sein Vertrag im Sommer 2009 ausgelaufen war, wurde dieser von den Sharks nicht verlängert, woraufhin ihn die Philadelphia Flyers unter Vertrag nahmen.
Anfang November 2009 verließ Kašpar das Franchise der Flyers wieder, um nach Europa zurückzukehren. Dort wurde er von Kärpät Oulu aus der finnischen SM-liiga unter Vertrag genommen und erreichte mit Kärpät das Playoff-Viertelfinale. Im Juni 2010 wurde Kašpar von Barys Astana aus der Kontinentalen Hockey-Liga (KHL) verpflichtet und absolvierte in den folgenden zwei Spieljahren über 110 KHL-Partien für den kasachischen Verein. Im August 2012 wurde der Stürmer vom ukrainischen Klub HK Donbass Donezk verpflichtet, mit dem er 2013 den IIHF Continental Cup gewann. Nach der Saison 2013/14 zog sich der Klub vom Spielbetrieb zurück und Kašpar wechselte daraufhin innerhalb der KHL zum HK Jugra Chanty-Mansijsk. Im Februar 2015 kehrte er zu Kärpät Oulu zurück und gewann mit dem Team am Saisonende die Finnische Meisterschaft. Ab August 2015 stand der Tscheche bei HC Slovan Bratislava aus der KHL unter Vertrag und erzielte in der folgenden KHL-Saison insgesamt 49 Scorerpunkte. Damit war er teaminterner Topscorer von Slovan und zog damit die Aufmerksamkeit anderer KHL-Klubs auf sich. Im Mai 2016 unterschrieb er einen Zweijahresvertrag beim HK Dynamo Moskau. Er verließ den Klub aber bereits nach einem Jahr und kehrte zu Slovan Bratislava zurück.
Im Juni 2018 kehrte Kašpar zum amtierenden tschechischen Meister HC Kometa Brno und damit in sein Heimatland zurück. Er blieb allerdings nur bis Ende November in Brno, da er schließlich zu seinem Ausbildungsverein nach Litvínov zurückkehrte. Dort lief er 14 Monate bis Ende Januar 2020 auf, ehe ein erneuter Wechsel innerhalb der Extraliga zum BK Mladá Boleslav folgte. In Mladá Boleslav beendete der Stürmer die Spielzeit. Zur Saison 2020/21 wechselte Kašpar in die französische Ligue Magnus zu Anglet Hormadi Élite, wo er im Saisonverlauf sieben Partien bestritt und anschließend seine aktive Karriere im Alter von 35 Jahren beendete.

### International
Auf internationaler Ebene spielte Kašpar für sein Heimatland Tschechien bei den U20-Junioren-Weltmeisterschaften 2004 und 2005. Im Jahr 2005 konnte er dabei, nach einem knappen Sieg in der Verlängerung über das Team der Vereinigten Staaten im Spiel um den dritten Platz, die Bronzemedaille gewinnen. Im Jahr zuvor scheiterte die Mannschaft noch in der Finalrunde an Kanada und Finnland, wodurch sie sich mit dem vierten Rang begnügen musste.
Mit der tschechischen Herrenauswahl nahm er an den Weltmeisterschaften 2010, 2012 und 2016 teil, wobei er mit seiner Mannschaft 2010 den Weltmeistertitel erringen konnte. Dazu kam im Jahr 2012 eine Bronzemedaille.

## Erfolge und Auszeichnungen
- 2011 Teilnahme am KHL All-Star Game
- 2013 IIHF-Continental-Cup-Gewinn mit dem HK Donbass Donezk
- 2015 Finnischer Meister mit Kärpät Oulu

### International
- 2005 Bronzemedaille bei der U20-Junioren-Weltmeisterschaft
- 2010 Goldmedaille bei der Weltmeisterschaft
- 2012 Bronzemedaille bei der Weltmeisterschaft

## Karrierestatistik

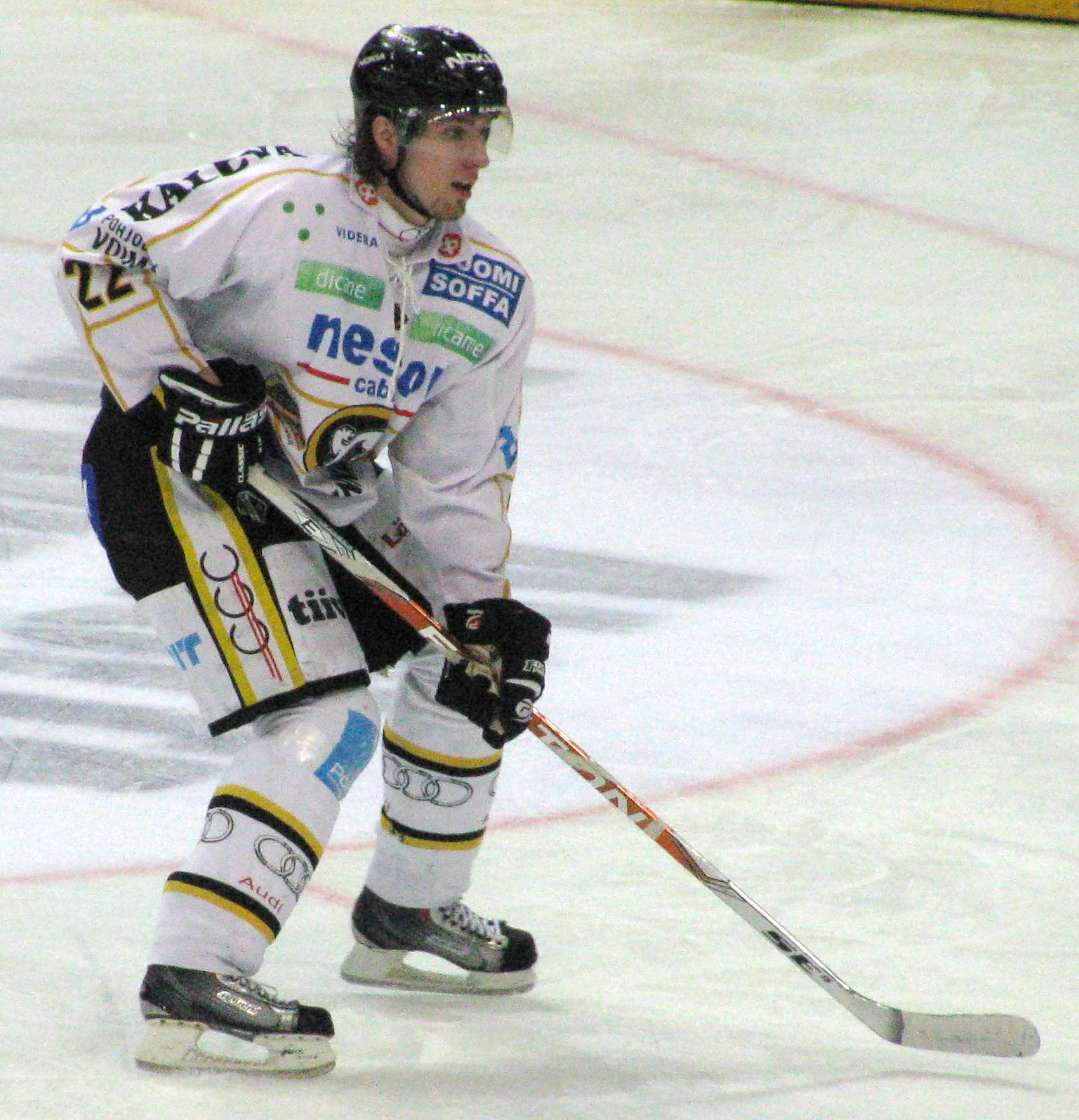
Kašpar als Spieler von Kärpät Oulu (2010)

### International
Vertrat Tschechien bei:
| - U18-Junioren-Weltmeisterschaft 2003 - U20-Junioren-Weltmeisterschaft 2004 - U20-Junioren-Weltmeisterschaft 2005 | - Weltmeisterschaft 2010 - Weltmeisterschaft 2012 - Weltmeisterschaft 2016 |

(Legende zur Spielerstatistik: Sp oder GP = absolvierte Spiele; T oder G = erzielte Tore; V oder A = erzielte Assists; Pkt oder Pts = erzielte Scorerpunkte; SM oder PIM = erhaltene Strafminuten; +/− = Plus/Minus-Bilanz; PP = erzielte Überzahltore; SH = erzielte Unterzahltore; GW = erzielte Siegtore; 1 Play-downs/Relegation; Kursiv: Statistik nicht vollständig)